# Đảng Cộng sản Trung Hoa Dân Quốc
Đảng Cộng sản Trung Hoa Dân Quốc (tiếng Trung: 中華民國共產黨, Hán Việt: Trung Hoa Dân Quốc Cộng sản đảng) là một chính đảng tại Trung Hoa Dân Quốc (Đài Loan). Chính đảng này chính thức được đăng ký với Bộ Nội Chính vào ngày 31 tháng 3 năm 2009 và trở thành chính đảng thứ 147 tại đảo quốc và là đảng cộng sản thứ hai được công nhận tại Đài Loan sau Đảng Cộng sản Đài Loan . Đảng kỳ của Đảng Cộng sản Trung Hoa Dân Quốc là lá cờ Ngũ tinh hồng kỳ – quốc kỳ Cộng hòa Nhân dân Trung Hoa. Tổng bí thư của Đảng là Trần Thiên Phúc (陳天福). Ông là một người anh em họ của cựu Tổng thống Trung Hoa Dân Quốc Trần Thủy Biển, tuy nhiên cựu tổng thống vốn là thành viên của Đảng Dân Tiến, một đảng chủ trương đòi độc lập cho Đài Loan và từ bỏ danh xưng Trung Hoa Dân Quốc.